# Pomacentrus pavo
Espèce
Pomacentrus pavo est une espèce de poissons de la famille des Pomacentridae.

## Galerie

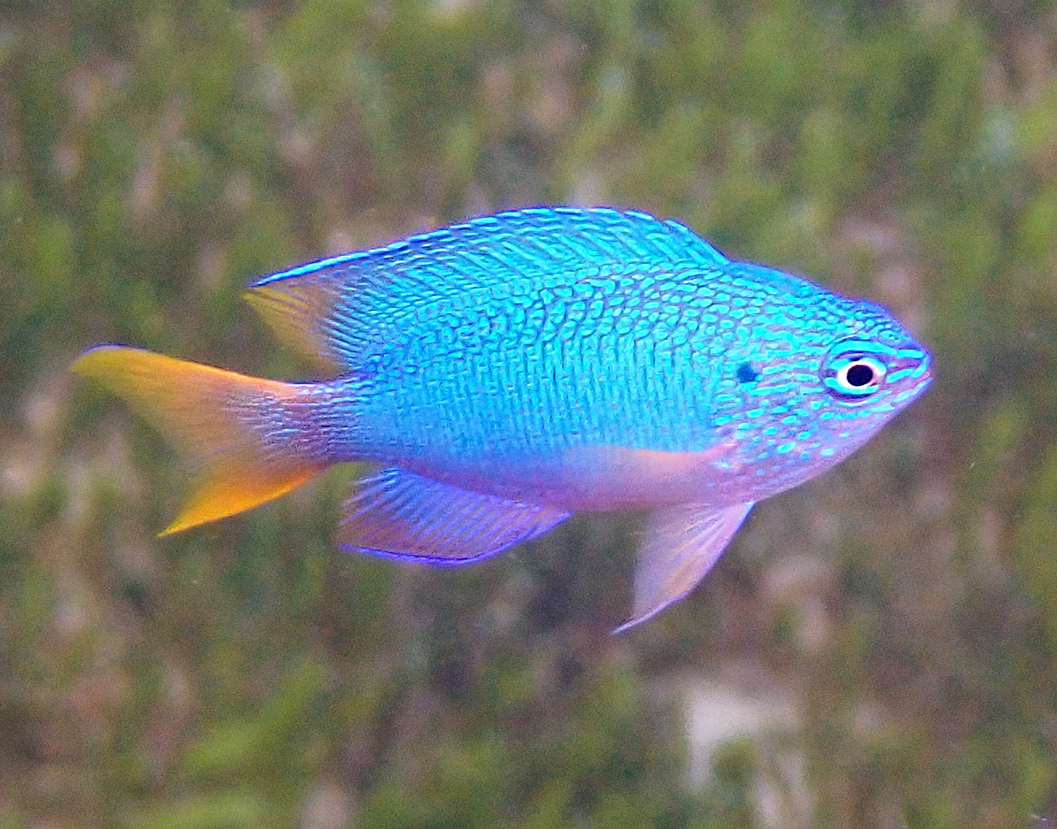
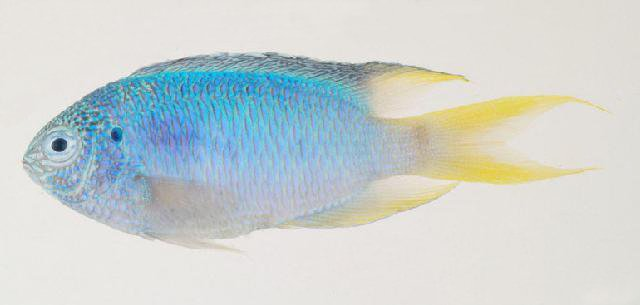
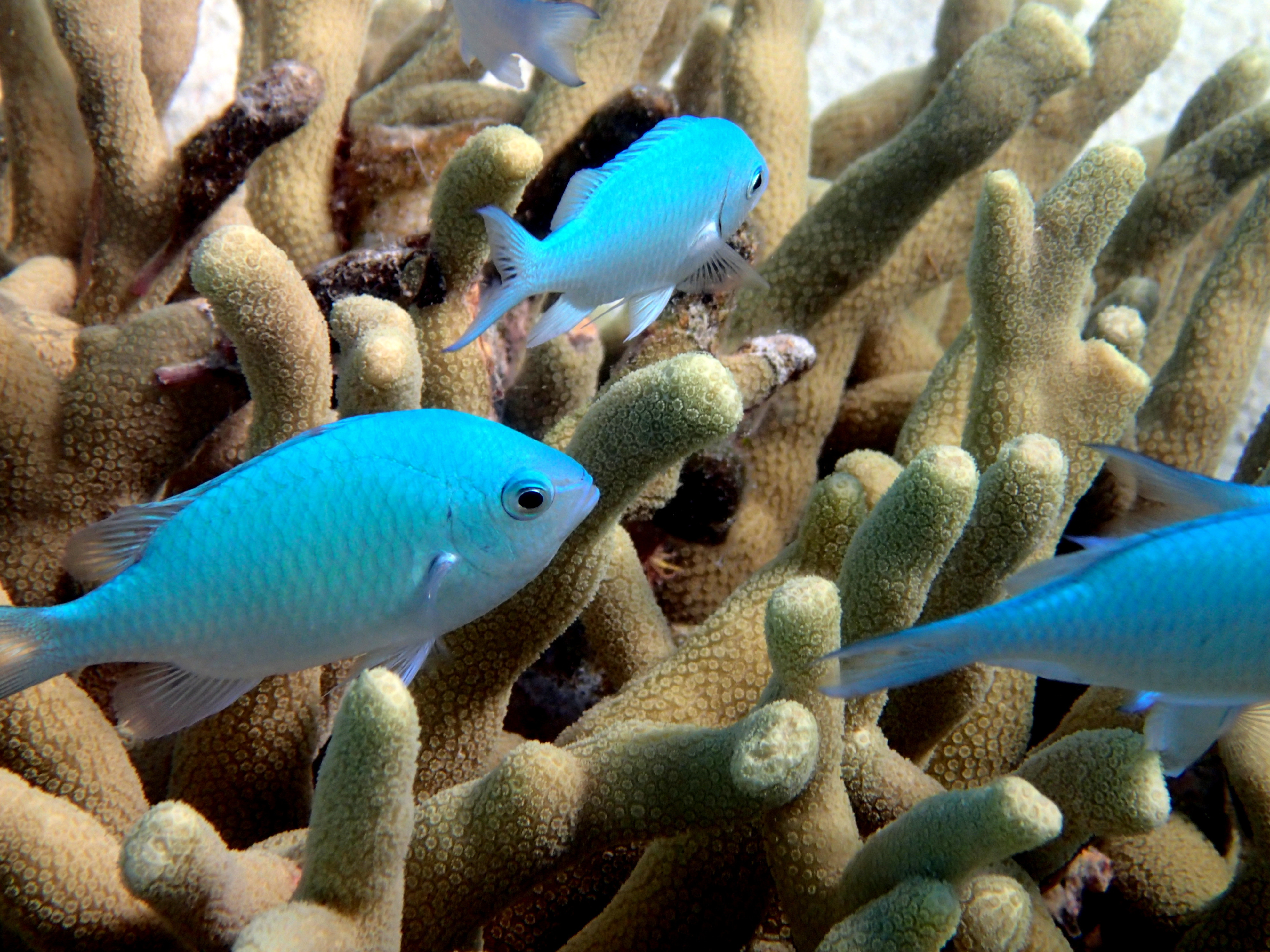
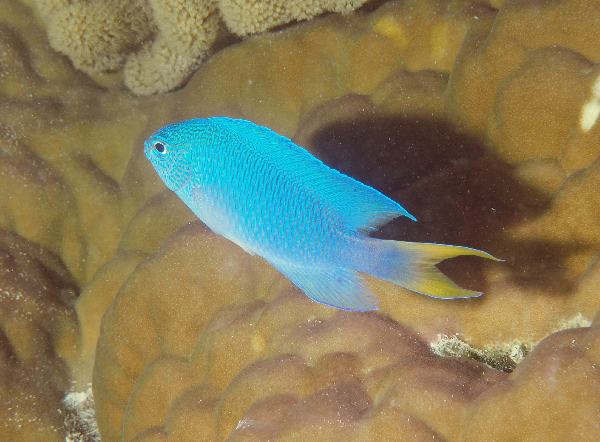
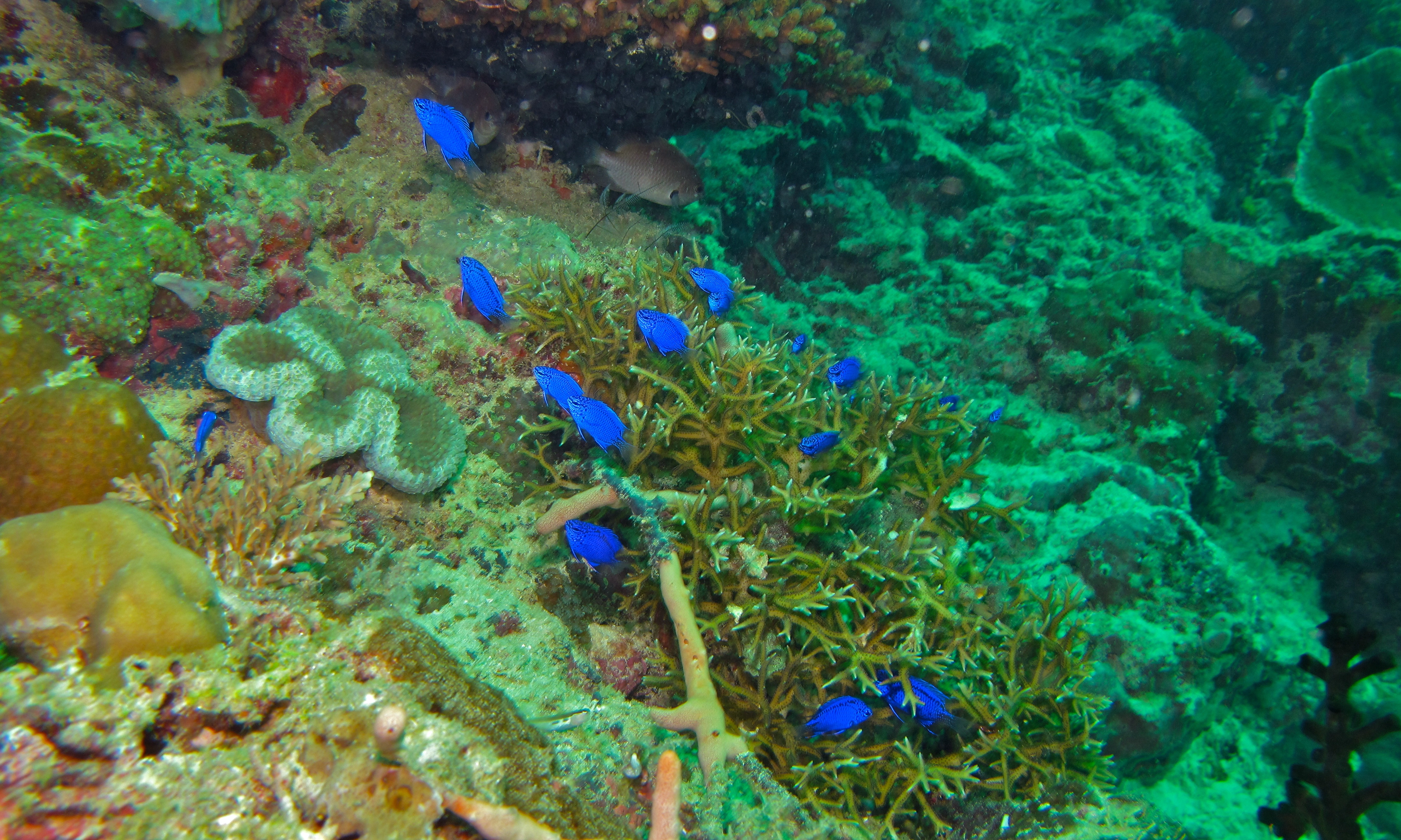
Groupe de Pomacentrus pavo (Sabah, Malaisie)
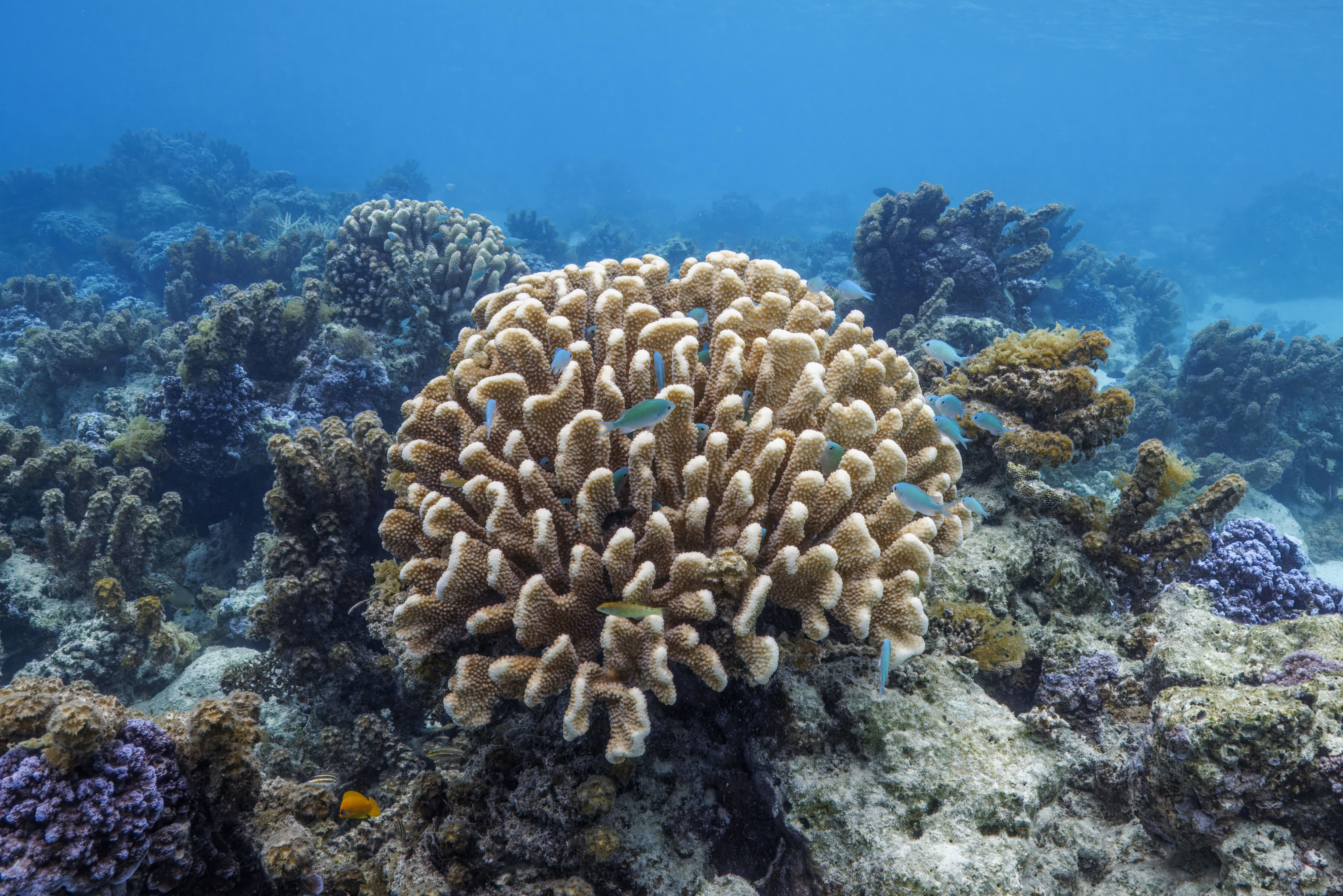
Groupe de Pomacentrus pavo dans un Pocillopora grandis